# جنبش زن، زندگی، آزادی
جنبشِ زن، زندگی، آزادی یا جنبشِ مهسا یا به‌اختصار جنبش ززآ جنبشی اعتراضی انقلابی است که با وقوع خیزش ۱۴۰۱ ایران آغاز شد. این جنبش در تداوم حرکت انقلابی‌اش، زمینه‌های یک انقلاب را پی می‌گیرد. خصلت اساسی این جنبش، دموکراتیک بودن آن است و در آن، خواسته برابری و آزادی با محوریتِ مقابله با حجاب اجباری برجسته است. شعار شاخص این جنبش، «زن، زندگی، آزادی» است که بیشتر شهرهای ایران را فراگرفت و لایه‌های جمعیتی مختلفی به آن پیوستند.
با وجود اینکه دستگاه‌های مختلف سیاسی، فرهنگی و امنیتی جمهوری اسلامی با موضعگیری‌های گوناگون، «زنان بی‌حجاب» را تهدید می‌کنند و حتی سید علی خامنه‌ای، رهبر جمهوری اسلامی، بی‌حجابی را «حرام سیاسی» خواند؛ اما حضور بدون روسری زنان ایرانی در خیابان‌ها و همراهی چهره‌های سرشناس با آنها، این جنبش را ادامه‌دار کرد و جلوگیری از کشف حجاب برای حکومت ایران اهمیتِ راهبردی، سیاسی، هویتی و گفتمانی پیدا کرد.
پارلمان اروپا، ۲۷ مهر ۱۴۰۲، جایزه حقوق بشری اتحادیه اروپا، ساخاروف، را به مهسا امینی و جنبش زن، زندگی، آزادی در ایران اهدا کرد. همچنین جایزه رسانه‌ای ام ۱۰۰ موسوم به جایزه مطبوعات اروپا در سال ۲۰۲۳ به این جنبش اختصاص یافت و شیما بابایی، فعال حقوق زنان و زندانی سیاسی سابق، به نیابت از معترضان ایرانی آن را تحویل گرفت.

## مفهوم‌شناسی
خیزش‌های اجتماعی اگر ادامه پیدا کنند، به جنبش اجتماعی بدل خواهند شد. برخلاف خیزش‌ها که به‌نحو خودجوش شکل می‌گیرند، جنبش‌های اجتماعی از نوعی سازمان‌دهی و برنامه‌ریزی حداقلی و دست‌کم نوعی رهبری میدانی برخوردار هستند. یکی از مسیرهای خیزش‌های اجتماعی، تبدیل آن به جنبش اجتماعی است و این اتفاقی است که برای خیزش اجتماعی ۱۴۰۱ ایران رخ داد.

## گستردگی

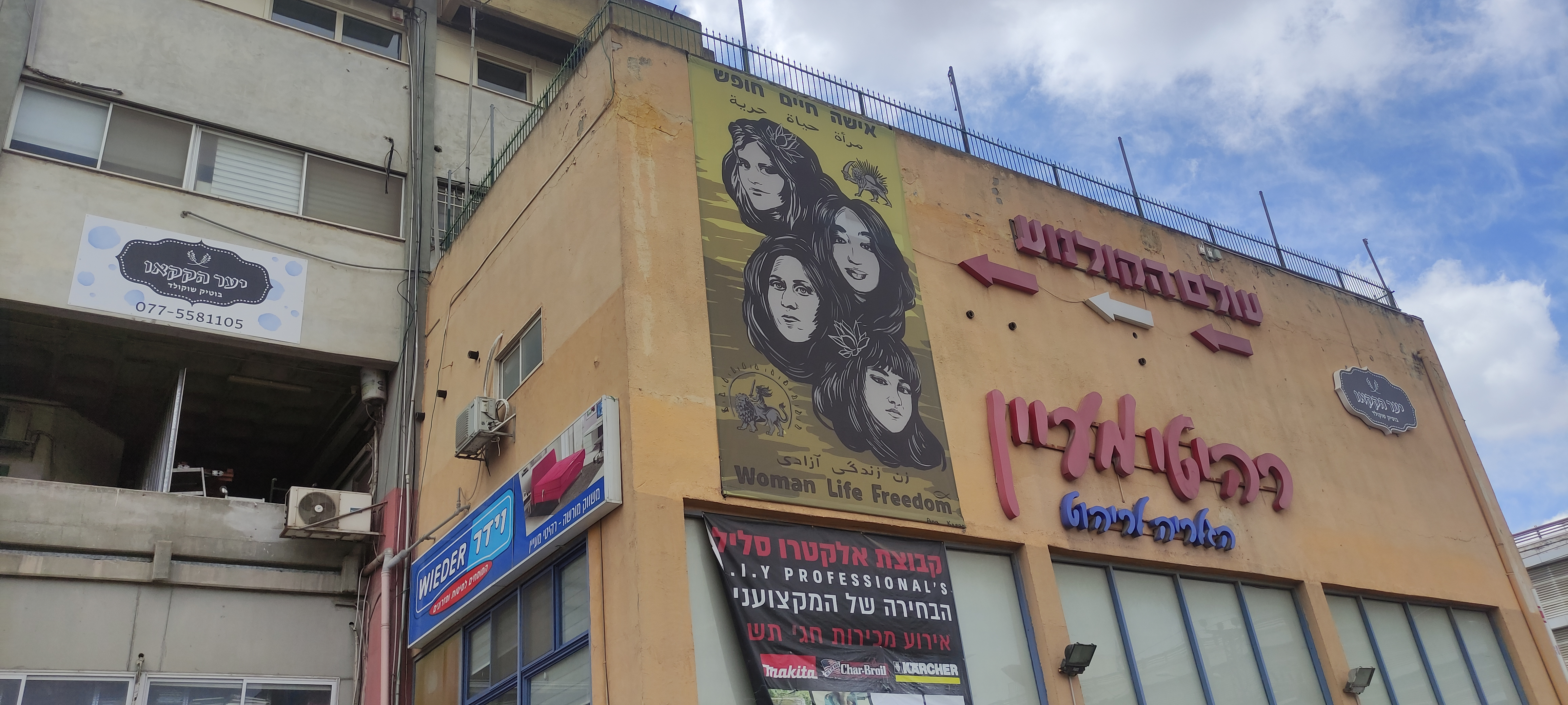
بنری با شعار زن، زندگی، آزادی و تصویر مهسا امینی، سارینا اسماعیل‌زاده، فرشته احمدی و نیکا شاکرمی در اورشلیم

مانند تقریباً تمامی جنبش‌های اجتماعی، ماهیت، بازیگران اصلی، خواسته‌ها و دیگر ابعاد این جنبش، همچنان برای بسیاری نامشخص و مبهم است. خواسته‌های این جنبش را می‌توان به دو دسته تقسیم کرد؛ دسته اول سرپیچی از قوانین جمهوری اسلامی که بر سبک زندگی همگان و مشخصا زنان، تحمیل کرده است؛ مهم‌ترین این خواسته‌ها که جزو بارزترین نمودهای این جنبش نیز هست، آزادی پوشش است. دسته دوم تغییرات سیاسی در ساختار حاکمیت و تغییر نظام به نظامی دموکراتیک و سکولار است. بسیاری از مشاهدات در نقاط گوناگون در داخل ایران نشان می‌دهند، بسیاری از زنان عملاً حجاب اجباری را رعایت نمی‌کنند.
این جنبش، بی‌مرکز و سراسری است و از همهٔ استان‌ها و قومیت‌ها ایران در آن شرکت دارند و وقتی مردم در یک استان سرکوب می‌شوند، در دیگر استان‌ها مردم به پشتیبانی از آنان برمی‌خیزند. همچنین، در حالی که در جنبش‌های گذشته چند شهر کانون‌های اصلی بودند، «جنبش زن، زندگی، آزادی» فراگیر و بی‌کانون است و می‌توان گفت فراگیریِ این جنبش حتی در مقایسه با جنبش اصلاحات و جنبش سبز نیز چشم‌گیر است.
این جنبش به لحاظ گستردگی جغرافیایی، تنوع طبقات معترض، تداوم و تعداد تجمعات و نیز شدت فشار بر حکومت، رکورد هر جنبش اعتراضی دیگری را در تاریخ جمهوری اسلامی ایران شکسته است.

### جنبش دانشجویی
بعد از شکل‌گیری «جنبش زن، زندگی، آزادی»، جنبش دانشجویی ایران بعد از یک دوره فترت طولانی، ظهوری دوباره داشت و توانست در یک دوره چندماهه نقطه اوج کنش‌های نقادانه در تاریخ جنبش دانشجویی را از لحاظ وسعت گسترده و عمق بشکند. حکومت ایران در برابر اعتراضات دانشجویی که با حمایت جمعی از استادان همراه بود، برخوردهای امنیتی کرد، برای نخستین بار تعداد زیادی از دانشجویان فعال در اعتراضات سراسری را به دانشگاه ممنوع الورود کرد و به موازات تعداد زیادی نیز بازداشت شدند.
با استمرار نافرمانی مدنی دانشجویان به‌ویژه دانشجویان دختر در تن ندادن به حجاب اجباری، مناسبات پادگانی و امنیتی در دانشگاه‌های ایران افزایش یافت. این خود بخشی از کارزار بزرگتر حول دوگانه حجاب اجباری و پوشش آزاد در جامعه ایران شد. سال ۱۴۰۲ با دور جدیدی از برخوردهای امنیتی و انقباضی با فعالان دانشجویی آغاز شد و شماری از فعالان دانشجویی حکم محرومیت موقت از تحصیل دریافت و تعدادی نیز از امکانات خوابگاهی محروم شدند.

### اپوزیسیون جمهوری اسلامی
با آغاز خیزش اعتراضاتی در ایران، مخالفان جمهوری اسلامی، با برگزاری همایش، سخنرانی و ایجاد ائتلاف و اعلام همبستگی، شروع به سازماندهی در راستای همراهی با جنبش زن، زندگی، آزادی کردند. اسفند ۱۴۰۱ شورایی شش نفره تحت عنوان «منشور همبستگی و سازماندهی برای آزادی ایران» تشکیل شد، و در اردیبهشت ۱۴۰۲، همایشی مجازی با نام «گفت‌وگو برای نجات ایران» با سخنرانی کارشناسان و تحلیلگران داخل و خارج ایران در بستر بازخوانی اعلامیه پایانی میرحسین موسوی دربارهٔ لزوم رفراندوم و قانون اساسی برگزار شد.

### برداشتن حجاب اجباری
اقدام زنان ایرانی در کنارگذاشتن حجاب اجباری و به آتش‌انداختن روسری‌ها به نمادی در جنبش زن زندگی آزادی بدل شد و یکی از چالش‌های مهم نظام جمهوری اسلامی ایران در مواجهه با این جنبش است. یکی از دستاورد این جنبش افزایش چشمگیر شمار زنانی است که بدون حجاب در اماکن عمومی و بیرون از منازل خود ظاهر می‌شوند. زنان و خواست عینی و مادی آن‌ها در انتخاب آزاد نحوهٔ پوشش و سبک زندگی نیروی پیشران این جنبش در ایران است.
در همراهی با زنان ایرانی، برخی زنان سینماگر نیز در رویدادهای مختلف بدون حجاب حاضر شدند تا با این روش به مسئله حجاب اجباری که پس از انقلاب ۵۷ در ایران اجرایی شد، اعتراض کنند. اعتراضی که هزینه‌های قضایی برای برخی از آنها به دنبال داشت. بازیگران زنی چون گلاب آدینه، فاطمه معتمدآریا، کتایون ریاحی، افسانه بایگان، هنگامه قاضیانی، شقایق دهقان، ترانه علیدوستی، باران کوثری، پانته‌آ بهرام یا آزاده صمدی با برداشتن حجاب اجباری در مراسم عمومی از این جنبش حمایت کردند.
اعتراض مدنی بازیگران تئاتر و سینما و کارگردانان در شرایطی پیش می‌رود که حکومت ایران با احضار و تشکیل پرونده قضایی و «ممنوع‌الکار» و ممنوع‌الخروج کردن بازیگران به دنبال محدود کردن دامنه این اعتراضات است. بازیگران سینما در ایران در شبکه‌های اجتماعی فعال بوده و رفتار و واکنش‌های سیاسی و اجتماعی آنها بر جامعه ایران تأثیرگذار است.
سه ماه پس از تشدید برخورد با زنان به خاطر سر باز زدن از حجاب اجباری، مجید امامی، دبیر شورای فرهنگ عمومی ایران، با بیان اینکه «در تهران بین ۱۵ تا ۲۰ درصد کشف حجاب داریم»، جمعیت زنانی که از حجاب اجباری سر باز می‌زنند را بسیار گسترده‌تر از حدی خواند که حکومت توان برخورد و بازداشت آنها به عنوان «مجرم» را داشته باشد. پیش از این، عبدالحسین خسروپناه، دبیر شورای عالی انقلاب فرهنگی نیز با تأیید افزایش گسترده سرباز زدن زنان از حجاب اجباری، گفته بود با اینکه «کشف حجاب جرم است و زنان بدون حجاب اجباری باید بازداشت شوند اما به دلیل جمعیت زیاد این زنان، امکان بازداشت آنان وجود ندارد.»

## گشت ارشاد
پس از کشته شدن مهسا امینی در بازداشت گشت ارشاد که «جنبش زن، زندگی، آزادی» را در پی داشت، برخی از مسئولان حکومتی ایران از پایان کار گشت‌های ارشاد خبر دادند و خودروهای گشت‌های ارشاد به شکل محسوس در خیابان‌های شهرهای ایران حضور ندارند.
آذرماه ۱۴۰۱ محمدجعفر منتظری، دادستان کل ایران، در اظهاراتی از «تعطیلی گشت ارشاد» خبر داد و علی خان‌محمدی، سخنگوی ستاد امر به معروف و نهی از منکر، در اظهاراتی گفت «مأموریت گشت‌های امنیت اخلاقی و اجتماعی» به پایان رسیده است و برای عفاف و حجاب باید از «شیوه‌های جدیدتر، به‌روزتر و دقیق‌تر» استفاده شود.

### لایحه عفاف و حجاب
پس از تعطیلی گشت ارشاد، لایحه‌ای تحت عنوان لایحه عفاف و حجاب توسط قوه قضاییه ایران تهیه و در ۹ اردیبهشت ۱۴۰۲ به دولت سید ابراهیم رئیسی ارسال شد. هیئت دولت نیز در ۲۷ اردیبهشت آن را تصویب و به مجلس شورای اسلامی فرستاد. ارسال این لایحه به مجلس شورای اسلامی در شرایطی صورت گرفت که گزارش‌ها از شهرهای کوچک و بزرگ ایران، حاکی از حضور پرتعداد زنان بدون حجاب اجباری در اماکن عمومی و مناطق پرتردد شهری است.

## نقد و تحلیل
مهرداد درویش‌پور، جامعه‌شناس، «جنبش زن، زندگی، آزادی» را یک «نمونه» و «ابرجنبش» توصیف می‌کند که ارزش‌های پدرسالاری و مردسالاری را در نظام سیاسی حاکم، آماج حملات خود قرار می‌دهد و در بطن جامعه نیز ارزش‌های فمنیستی، برابرخواهی و ضد تبعیض را افزایش می‌دهد.
فاطمه صادقی، پژوهشگر و کنشگر ایرانی در زمینهٔ حقوق زنان، «جنبش زن، زندگی، آزادی» را جنبشی با پتانسیل‌های قوی می‌داند و اعتقاد دارد این نخستین مرتبه است که یک جنبش زنانه‌نگر از اعماق جامعهٔ ایران جوشیده و هژمونی سیاسی و اجتماعیِ مردانه را عمیقاً به چالش کشیده است. به عقیده او این جنبش، یک تکانهٔ سیاسی اجتماعی ژرف با جلوه‌های مترقی است.
محسن رنانی، از چهره‌های شاخص اقتصادی ایران، سقوط هر سیستم اجتماعی را در دو بُعد و چهار مرحله بیان می‌کند که پی‌درپی و به نوبت رخ می‌دهند. بُعد اول، سقوطِ ذهنی با دو مرحله سقوط کارآمدی و سقوط شایستگی؛ و بُعد دوم، سقوط عینی با دو مرحله سقوط نمادها و سقوط ساختارها. به اعتقاد او مهم‌ترین دستاورد این جنبش وارد کردن نظام جمهوری اسلامی به مرحله سقوط نمادها است.

## جوایز
- جایزه ساخاروف برای مبارزه جهت احقاق آزادی اندیشه.[۲۳]
- جایزه آزادی اهدا شده از سوی فریدم هاوس.[۲۴]